# Jean Parthenay
Jean Parthenay (né le 8 décembre 1919 au Raincy (Seine-et-Oise) et mort le 26 décembre 1997 à Égliseneuve-près-Billom (Puy-de-Dôme)) est un designer français.
Il est en 1949, avec Jacques Viénot, cofondateur de Technès, bureau d’études techniques et d’esthétique dont Roger Tallon deviendra directeur à la mort de Jacques Viénot en 1959.
Il a travaillé pour de nombreux industriels dont Calor et Poclain pour lequel il dessine la célèbre pelleteuse 90B.
Il a enseigné le design à l'École nationale supérieure des arts appliqués et des métiers d'art ENSAAMA rue Olivier de Serres.